# Jhoanis Portilla
Jhoanis Carlos Portilla (ur. 24 lipca 1990) – kubański lekkoatleta specjalizujący się w biegach płotkarskich.
Nie ukończył eliminacyjnego biegu na dystansie 110 metrów przez płotki podczas mistrzostw świata juniorów w Bydgoszczy (2008). Półfinalista halowego czempionatu w Sopocie oraz srebrny medalista igrzysk Ameryki Środkowej i Karaibów (2014). Wicemistrz strefy NACAC z 2015. W tym samym roku zajął 5. miejsce na igrzyskach panamerykańskich oraz osiągnął półfinał mistrzostw świata w Pekinie.
Medalista mistrzostw Kuby.

## Osiągnięcia
| Rok  | Impreza                               | Miejsce        | Konkurencja                     | Lokata     | Wynik |
| ---- | ------------------------------------- | -------------- | ------------------------------- | ---------- | ----- |
| 2008 | Mistrzostwa świata juniorów           | Bydgoszcz      | bieg na 110 metrów przez płotki | eliminacje | DNF   |
| 2014 | Halowe mistrzostwa świata             | Sopot          | bieg na 60 metrów przez płotki  | półfinał   | 8,03  |
| 2014 | Igrzyska Ameryki Środkowej i Karaibów | Xalapa         | bieg na 110 metrów przez płotki | 2. miejsce | 13,53 |
| 2015 | Igrzyska panamerykańskie              | Toronto        | bieg na 110 metrów przez płotki | 5. miejsce | 13,30 |
| 2015 | Mistrzostwa NACAC                     | San José       | bieg na 110 metrów przez płotki | 2. miejsce | 13,30 |
| 2015 | Mistrzostwa świata                    | Pekin          | bieg na 110 metrów przez płotki | półfinał   | DNF   |
| 2016 | Halowe mistrzostwa świata             | Portland       | bieg na 60 metrów przez płotki  | eliminacje | 7,77  |
| 2016 | Igrzyska olimpijskie                  | Rio de Janeiro | bieg na 110 metrów przez płotki | eliminacje | 13,81 |

## Rekordy życiowe
- Bieg na 60 metrów przez płotki (hala) – 7,70 (2016)
- Bieg na 110 metrów przez płotki – 13,30 (2015)